# 우문막괴
우문막괴(宇文莫槐, ? ~ 293년)는 중국 오호 십육국 시대 선비족의 일파인 우문선비의 수령이며, 우문보발(宇文普撥)의 형이다. 요동(遼東) 새외(塞外) 출신이며, 293년 폭정으로 인해 민심을 잃어 주민들에게 살해당했다. 우문막괴의 사후 동생인 우문보발(宇文普撥)가 그 뒤를 이었다.